# Meridià 52 a l'oest
El meridià 52 a l'oest de Greenwich és una línia de longitud que s'estén des del pol Nord travessant l'oceà Àrtic, Groenlàndia, Amèrica del Sud, l'oceà Atlàntic, l'oceà Antàrtic, i l'Antàrtida fins al pol Sud.
El meridià 52 a l'oest forma un cercle màxim amb el meridià 128 a l'est. Com tots els altres meridians, la seva longitud correspon a una semicircumferència terrestre, uns 20.003,932 km. Al nivell de l'Equador, és a una distància del meridià de Greenwich de 5.789 km.

## De Pol a Pol
Començant en el pol Nord i dirigint-se cap al pol Sud, aquest meridià travessa:
| Coordenades                             | País, territori o mar | Notes |
| --------------------------------------- | --------------------- | --- |
| 90° 0′ N, 52° 0′ O / 90.000°N,52.000°O  | Oceà Àrtic            | |
| 83° 38′ N, 52° 0′ O / 83.633°N,52.000°O | Mar de Lincoln        | |
| 82° 16′ N, 52° 0′ O / 82.267°N,52.000°O | Groenlàndia           | Illa Castle, illa Hendrik i el continent |
| 71° 6′ N, 52° 0′ O / 71.100°N,52.000°O  | Fiord Uummannaq       | |
| 70° 58′ N, 52° 0′ O / 70.967°N,52.000°O | Groenlàndia           | Illa Appat |
| 71° 6′ N, 52° 0′ O / 71.100°N,52.000°O  | Fiord Uummannaq       | |
| 70° 52′ N, 52° 0′ O / 70.867°N,52.000°O | Groenlàndia           | Península de Nuussuaq |
| 70° 1′ N, 52° 0′ O / 70.017°N,52.000°O  | Estret de Sullorsuaq  | |
| 69° 48′ N, 52° 0′ O / 69.800°N,52.000°O | Groenlàndia           | Illa de Disko |
| 69° 33′ N, 52° 0′ O / 69.550°N,52.000°O | Badia de Disko        | |
| 68° 37′ N, 52° 0′ O / 68.617°N,52.000°O | Groenlàndia           | |
| 64° 7′ N, 52° 0′ O / 64.117°N,52.000°O  | Oceà Atlàntic         | |
| 4° 41′ N, 52° 0′ O / 4.683°N,52.000°O   | França                | Guaiana Francesa |
| 3° 37′ N, 52° 0′ O / 3.617°N,52.000°O   | Brasil                | estat d'Amapá Pará — des de 1° 10′ S, 52° 0′ O / 1.167°S,52.000°O Mato Grosso — des de 9° 45′ S, 52° 0′ O / 9.750°S,52.000°O estat de Goiás — des de 15° 51′ S, 52° 0′ O / 15.850°S,52.000°O Mato Grosso do Sul — des de 18° 58′ S, 52° 0′ O / 18.967°S,52.000°O São Paulo — des de 21° 31′ S, 52° 0′ O / 21.517°S,52.000°O Paraná — des de 22° 33′ S, 52° 0′ O / 22.550°S,52.000°O Santa Catarina — des de 26° 35′ S, 52° 0′ O / 26.583°S,52.000°O Rio Grande do Sul — des de 27° 23′ S, 52° 0′ O / 27.383°S,52.000°O, passa a través Lagoa dos Patos |
| 32° 5′ S, 52° 0′ O / 32.083°S,52.000°O  | Oceà Atlàntic         | |
| 60° 0′ S, 52° 0′ O / 60.000°S,52.000°O  | Oceà Antàrtic         | |
| 76° 54′ S, 52° 0′ O / 76.900°S,52.000°O | Antàrtida             | Antàrtida Argentina, reclamat per Argentina · Territori Antàrtic Britànic, reclamat per Regne Unit |